# Tuttlinger Krähe

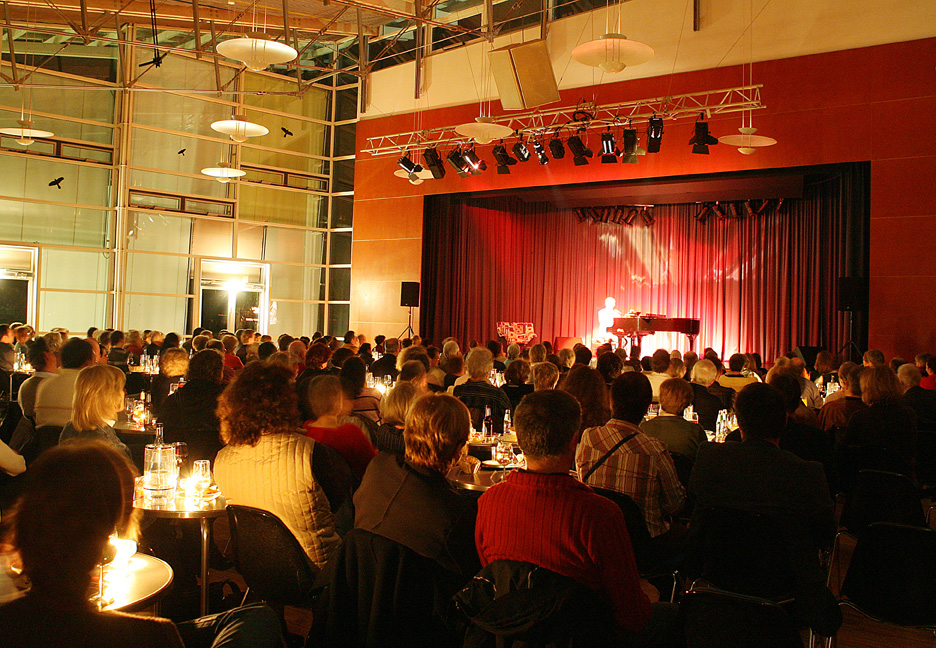
Zwölf Finalteilnehmer präsentieren ihr Programm

Die Tuttlinger Krähe ist ein Kleinkunst-Wettbewerb, der von der Stadt Tuttlingen veranstaltet wird. Seit April 2001 findet der Wettbewerb um die Tuttlinger Krähe jährlich in der Angerhalle im Tuttlinger Stadtteil Möhringen statt, wo auch die Kleinkunstreihe Bühne im Anger zuhause ist. Der Kleinkunstwettbewerb wird bundesweit und im deutschsprachigen Ausland ausgeschrieben. Die Tuttlinger Krähe gehört zu den bedeutendsten und bestdotiertesten Kleinkunstpreisen in Deutschland. Jedes Jahr bewerben sich knapp 100 Künstler aus den Sparten Varieté, Comedy, Lieder und Chanson sowie Kabarett, um an dem Wettbewerb teilzunehmen.

## Bewerbung
Bewerben können sich alle Künstler (sowohl Einzelpersonen als auch Ensembles) aus den Sparten Varieté, Comedy, Lieder und Chanson sowie Kabarett. Die Bewerbung muss bis zum 31. Juli des Vorjahres vorliegen. Danach folgt eine unabhängige Sichtung aller eingegangenen Beiträge.

## Ablauf
Jeweils zwölf Künstler schaffen es nach der Vorauswahl der Jury in die Endrunde beim Wettbewerb, wo sie an drei Wettbewerbsabenden von Dienstag bis Donnerstag Auszüge aus ihren Programmen zeigen. Die Beiträge dauern jeweils 30 Minuten und werden von der fünfköpfigen Fachjury bewertet. Den Publikumspreis vergeben die Besucher mittels Stimmzettel. Am Sonntag folgt das Finale der Preisträger. Sie zeigen dabei noch einmal Ausschnitte aus ihren Darbietungen. Im Anschluss daran werden die Gewinner bekannt gegeben und die Preisübergabe findet statt.

## Jury
Die Jury für den Kleinkunstwettbewerb bilden fünf Personen, die alle in unterschiedlicher Form mit der Kleinkunstszene verbunden sind. Die Jury sichtet sämtliche eingereichten Bewerbungen und stellt das Teilnehmerfeld für die Endrunde zusammen. Sie wertet die Auftritte an den Wettbewerbsabenden und vergibt die einzelnen Preise unabhängig von der Publikumswertung. Gegebenenfalls steht der Jury auch das Recht zu, die vorgesehenen Preisgelder aufzuteilen. Als fachkundige Berater fungieren der Programmplaner der Tuttlinger Hallen, Berthold Honeker und Karl-Heinz Helmschrot, Regisseur und Künstler.
Juroren sind (in alphabetischer Reihenfolge):
- Michael Baur, Tuttlingen, Geschäftsführer der Tuttlinger Hallen
- Rolf Brohammer, Tuttlingen, Veranstalter im Kulturhaus im Bürgerpark
- Sabine Schürnbrand, Allensbach, Leiterin des Kultur- und Touristikbüros
- Rosa Wagner, Puchheim, Inhaberin einer Kleinkunstagentur
- David Zapp, Tuttlingen, Redakteur

## Preisvergabe und Dotierung
Der 1. Preis ist mit 6000 Euro, der 2. Preis mit 4000 Euro, der Sonderpreis mit 3000 Euro und der Publikumspreis mit 3000 Euro dotiert. Mindestens einer der Preise wird in der Sparte Varieté vergeben. Der Gewinner oder die Gewinnerin des 1. Preises erhält neben dem Preisgeld außerdem die sogenannte „Tuttlinger Krähe“, eine Bronzeplastik des Tuttlinger Künstlers und Bildhauers Roland Martin. Die Gesamtdotierung des Wettbewerbs einschließlich der Aufwandsentschädigungen beläuft sich auf rund 25.000 Euro pro Jahr. Neben der Stadt Tuttlingen fördern die „Tuttlinger Krähe“ als Hauptsponsor die Fa. KLS Martin, Tuttlingen, sowie Tontarra/Trokamed, Kreissparkasse Tuttlingen, Eickemeyer Medizintechnik für Tierärzte, Breinlinger Ingenieure, Kaufer + Passer GmbH & Co.KG, Paradigm Spine und die Unternehmensberatung Frank Walter.

## Teilnehmer und Preisträger
Um die „Tuttlinger Krähe“ haben sich seit 2001 über 2500 Künstler, Gruppen und Ensembles beworben. Jeweils zwölf schafften es in die Endrunde. Die Teilnehmer und Preisträger waren:
- 2001 Gewinner: Frank Sauer, Preisträger: Die Giesinger Sautreiber (2. Preis), Bodo Wartke (Sonder- und Publikumspreis)

Endrundenteilnehmer: Die Niederträchtigen, Duett Complett, Duo Naseweis, Günter Fortmeier, Heini Öxle (aka Heinrich Del Core), Peter Vollmer, Queens of Spleens, Sanjay + Svenja Shihora, Thomas Philipsen
- 2002 Gewinner: Horst Evers, Preisträger: The House Jacks (2. Preis), Friedhelm Kändler (3. Preis), Weber-Beckmann (Publikumspreis)

Endrundenteilnehmer: Andi Steil, Bernd Gieseking, Bülent Ceylan, Lavados, Mime Crime, Vince Ebert, Waldemar Müller, Werner Brix
- 2003 Gewinnerin: Martina Brandl, Preisträger: Peppe (2. Preis), Mario Barth (3. Preis), Two HandsTheatre (Sonderpreis), Valeri + Gleb (Sonderpreis und Publikumspreis)

Endrundenteilnehmer: Barbara Ruscher, Die Fröhlichs, Jashgawronsky Brothers, K.W. Timm, Marius Jung, The Melodions, Womedy
- 2004 Gewinner: Malediva (1. Preis und Publikumspreis), Preisträger: Sebastian Krämer (2. Preis), Duotica (Sonderpreis), Trifolie (Sonderpreis)

Endrundenteilnehmer: Emmi & Herr Willnowsky, FaberhaftGuth, Füenf, Keirut Wenzel, Gogol & Mäx, Günter Ottemeier, Gunzi Heil, Lutz von Rosenberg Lipinsky
- 2005 Gewinner: Lars Reichow, Preisträger: Hop O’ My Thumb (2. Preis), Michael Sens (Sonderpreis), Viva Voce (Publikumspreis)

Endrundenteilnehmer: Duo Diagonal, Evi und das Tier, K+K Strings, Michael Krebs, Ole Lehmann, Martin Maier-Bode, Martina Schwarzmann, Salut Salon
- 2006 Gewinner: Florian Schroeder, Preisträger: Marco Tschirpke (2. Preis), Junge Junge und der Römer (Sonderpreis), Kay Ray (Publikumspreis)

Endrundenteilnehmer: Lizzy Aumeier, Klaus Kohler, Desimo, Mr. Edd & Lefou, Bernd Regenauer, Rock 4, Joram Seewi, Stenzel + Kivits
- 2007 Gewinner: Herr Fröhlich, Preisträger: HG. Butzko (2. Preis), Robert Louis Griesbach (Sonderpreis), Philipp Weber (Publikumspreis)

Endrundenteilnehmer: Christian Hirdes, Starbugs, Podewitz, Duett Complett, Fatih Çevikkollu, Marc-Uwe Kling, Heinrich Del Core und DaHuawadaMeierundi
- 2008 Gewinner: Bidla Buh, Preisträger: Matthias Egersdörfer (2. Preis), Wall Street Theatre (Sonderpreis), Ass-Dur (Publikumspreis)

Endrundenteilnehmer: Alfred Mittermeier, Andreas Etienne, Holger Edmaier, Martin Sommer & Luise Enzian, Matthias Machwerk, Pinkspots, Wolf & Bleuel und Yellow and Green
- 2009 Gewinner: Marcus Jeroch, Preisträger: Hannes Ringlstetter (2. Preis), GlasBlasSing Quintett (Sonderpreis), Sascha Korf (Publikumspreis)

Endrundenteilnehmer: Andrea Bongers, Frank Fischer, Fourschlag, Andy Gebhardt, Male Babes, Madeleine Sauveur & C.M. Kitschen, Thomas Schreckenberger und Wiebke Wiedeck
- 2010 Gewinner: Sascha Grammel (1. Preis und Publikumspreis), Preisträger: Annette Postel/Klaus Webel (2. Preis), Nadja Maleh (2. Preis), Theater Mobilé (Sonderpreis)

Endrundenteilnehmer: Christoph Brüske, Nepo Fitz, Jorgos Katsaros, Ludger K., Angelika Knauer, Björn Pfeffermann, Recyklang und Arthur Senkrecht/Bastian Pusch
- 2011 Gewinner: Klaus-Jürgen Deuser (1. Preis), Preisträger: Axel Pätz (2. Preis und Publikumspreis), Die Mimusen (Sonderpreis)

Endrundenteilnehmer: Das Geld liegt auf der Fensterbank, Marie, Nils Heinrich, High Five, Sia Korthaus, Michi Marchner, Anna Piechotta, Phillip Scharri, Jo van Nelsen/Thorsten Larbig, Vocal Recall
- 2012 Gewinner: Heinrich Del Core (1. Preis und Publikumspreis) Preisträger: Stefan Waghubinger (2. Preis), Zärtlichkeiten mit Freunden (Sonderpreis)

Endrundenteilnehmer: Abdelkarim, Fee Badenius, Extra Art, Anny Hartmann, Chin Meyer, Sebastian Nitsch, Joachim Zawischa, Martin Zingsheim und Zu Zweit
- 2013 Gewinner: C.Heiland (1. Preis), Preisträger: „Veri“ aka Thomas Lötscher (2. Preis), Torsten Sträter (Sonderpreis), Green Gift (Publikumspreis)

Endrundenteilnehmer: Jens Heinrich Claassen, Alain Frei, Michi Marchner, ONKeL fISCH, Björn Pfeffermann, Barbara Ruscher, Kai Spitzl und René Steinberg
- 2014 Gewinner: Lars Redlich (1. Preis), Preisträger: René Sydow (2. Preis), Simon & Jan (Sonderpreis), Gabor Vosteen (Publikumspreis)

Endrundenteilnehmer: Tilmann Birr, Michael Elsener, Hans Gerzlich, Rüdiger Höfken, Monaco Bagage, Anna Piechotta, Queenz of Piano und Sebastian Schnoy
- 2015 Gewinner: Stenzel & Kivits (1. Preis und Publikumspreis), Preisträger: Thomas „Rix“ Rottenbiller (2. Preis), Harry & Jakob (Sonderpreis)

Endrundenteilnehmer: Olaf Bossi, Georg Clementi, Erik Lehmann, This Maag, Stephan Masur, Bademeister Schaluppke alias Robbi Pawlik, Christoph Schmidtke, Trance Theater und Volker Weininger
- 2016 Gewinner: Suchtpotenzial (1. Preis), Frank Fischer (2. Preis), Evi und das Tier (Sonderpreis der Jury), Starbugs Comedy (Publikumspreis)

Endrundenteilnehmer: Bodecker & Neander, Desimo, Johannes Flöck, Johannes Kirchberg, Simon Pearce, Kai Spitzl, Strange Comedy sowie Streckenbach & Köhler
- 2017 Gewinner: Thomas Schreckenberger (1. Preis), Marc Haller (2. Preis und Publikumspreis), Archie Clapp (Sonderpreis der Jury)

Endrundenteilnehmer: Beckmann/Griess, John Doyle, Martin Frank, Matthias Jung, Bernd Kohlhepp, Stefan Leonhardsberger & Martin Schmid, Jens Neutag, Christof Spörk sowie Andi Weiss
Moderation: Heinrich Del Core
- 2018 Gewinner: Artem Zolotarov (1. Preis), Martin Herrmann (2. Preis), Josef Brustmann (Publikumspreis), Blömer // Tillack (Bernd Blömer und Dirk Tillack; Sonderpreis der Jury)

Endrundenteilnehmer: Robert Alan, Ball & Jabara, Özgür Cebe, Armin Fischer, Peter Fischer, Duo Full House, Quichotte sowie Die schrillen Fehlaperlen
Moderation: Matthias Brodowy
- 2019 Gewinnerin: Miss Allie (1. Preis), Andrea Volk (2. Preis und Publikumspreis), Pascal Franke (Sonderpreis der Jury)

Endrundenteilnehmer: Tim Becker, Delta Q, Jacqueline Feldmann, Erik Lehmann, Inka Meyer, Gregor Pallast, ONKeL fISCH, Michael Tumbrinck sowie William Wahl
Moderation: Archie Clapp
- 2020 Gewinner: Lennart Schilgen (1. Preis), Martin Niemeyer (2. Preis), Heinz Gröning (Sonderpreis der Jury), El Mago Masin (Publikumspreis)

Endrundenteilnehmer: Berhane Berhane, Jakob Friedrich, André Hartmann, Liza Kos, Nikita Miller, Matthias Romir, Schöne Mannheims, Florian Wagner
Moderation: Annette Postel, Frank Fischer, Jess Jochimsen
- 2021 Gewinner: Michael Sens (1. Preis), Stefan Waghubinger (2. Preis), FALK (Sonderpreis der Jury), Jonas Greiner (Publikumspreis)

Endrundenteilnehmer: Martin Fromme, Magdalena Ganter, Martin Schmitt, Schlagzeugmafia, Jakob Schwerdtfeger
Moderation: Karl-Heinz Helmschrot
- 2022 Gewinner: Die HengstmannBrüder (1. Preis), Martin O. (2. Preis und Publikumspreis), Murzarella (Sonderpreis)

Endrundenteilnehmer: Olaf Bossi, Katalyn Hühnerfeld, Kaiser & Plain, Masud, Benedikt Mitmannsgruber, Matthias Reuter, Lucy van Kuhl, Friedemann Weise und Kathi Wolf
Moderation: Andrea Volk
- 2023 Gewinner: Der Tod (1. Preis), Patrick Nederkoorn (2. Preis), Sven Garrecht (Sonderpreis der Jury), Tobias Gnacke (Publikumspreis)

Endrundenteilnehmer: Amjad, Duo Mimikry, Benjamin Eisenberg, Lara Ermer, Harald Pomper, Okan Seese (mit Archie Clapp), Christl Sittenauer und David Weber
Moderation: Jess Jochimsen
- 2024 Gewinnerin: Judith Bach (1. Preis und Publikumspreis), Marie Diot (2. Preis), Dr. Pop (Sonderpreis der Jury)

Endrundenteilnehmer: Anders, Roberto Capitoni, Özgür Cebe, Florian Hacke, Huub Dutch Duo, Sebastian Lehmann, Suse Lichtenberger, Lennard Roser und Florian Wagner
Moderation: Uli Boettcher
- 2025 Gewinnerin: Maladée (1. Preis), Andreas Langsch (2. Preis und Publikumspreis), Hart auf Hart (Sonderpreis der Jury)

Endrundenteilnehmer: Kai Bosch, Anne Folger, Pit Hartling, Stefanie Kerker, Alice Köfer, Monsieur Momo, Notenlos und Henning Schmidtke
Moderation: Tina Häussermann